# After Earth
After Earth (oprindeligt kendt som 1000 A.E.) er en amerikansk Science fiction thriller instrueret af M. Night Shyamalan, med skuespillerne Will Smith og hans søn Jaden Smith i hovedrollerne som Cypher og Kitai Raige. Den er distribueret af Columbia Pictures.

## Handling
En nødlanding på Jorden 1.000 år efter katastrofale begivenheder, der tvang menneskeheden til at opgive planeten, efterlader teenageren Kitai Raige (Jaden Smith) og sin far Cypher (Will Smith) strandede. Da Cypher er i kritisk tilstand skal Kitai ud på en farefuld rejse for at signalere efter hjælp. Ukendt terræn, udviklede dyrearter der nu regerer planeten og et ustoppelig fremmede væsen der undslap under styrtet. Faren og sønnen må lære at samarbejde og lære at stole på hinanden, hvis de ønsker nogen chancer for at undslippe jorden og vende hjem.

## Medvirkende
- Will Smith som Cypher Raige
- Jaden Smith som Kitai Raige
- Isabelle Fuhrman som Rayna
- Kristofer Hivju som sikkerhedschef
- Gabriel Caste som Ranger
- Daha Mohamed som Ryan
- Zoë Kravitz som Senshi Raige
- Sophie Okonedo som Faia Raige
- David Denman som McQuarrie
- Lincoln Lewis som Bo

## Produktion
Optagelserne til After Earth begyndte i februar 2012. Manuskriptet blev oprindeligt skrevet af Gary Whitta og omskrevet af Shyamalan og endelig poleret af Stephen Gaghan i slutningen af 2011.
En stor del af optagelserne fandt sted i Costa Rica, Humboldt County, Californien og i Aston Township, Pennsylvania. Et billede af Jaden Smiths karakter i kostume blev udgivet den 15. februar 2012. After Earth er optaget med Sonys CineAlta 24P HD kamera.

## Modtagelse
After Earth modtog hård kritik fra de fleste anmeldere. Rotten Tomatoes gav filmen en score på 11% baseret på 189 anmeldelser med en gennemsnitlig vurdering på 3,8/10.
Filmen blev nomineret i seks ud af ni kategorier ved Den 34. Razzie-Uddeling, der uddelte priser til de værste film fra 2013. Filmen "vandt" tre priser, i kategorierne "Værste hovedrolle" (Jaden Smith), Værste birolle (Will Smith) og Værste filmpar (Jaden og Will Smith). 